# Han Xuandi
Han Xuandi (91–49 v.Chr.) was keizer van China van 74 tot 49 v.Chr. Hij behoorde tot de Westelijke Han-dynastie.
Han Xuandi richtte zich op het verbeteren van het openbaar bestuur door de competentie van ambtenaren te bevorderen. Zijn keizerschap wordt gekenmerkt door een relatieve vrede. Interne conflicten bleven uit en er werd vrede met de noordelijke Xiongnu gesloten, waarmee het Chinese keizerrijk tot dan toe vooral op voet van oorlog had geleefd. De bevolking kon zich daardoor vooral richten op vreedzame, productieve arbeid, wat de welvaart vergrootte.
In navolging van keizer Han Wudi erkende Han Xuandi het belang van confucianisme voor China, maar voegde daar het belang van legalisme aan toe. Van hem zijn de woorden dat de Han weten te regeren door combinatie van de stijl van de overheerser en de koning. De overheerser gebruikt legalistische methoden, zoals dwang en listigheid, terwijl de koning volgens de confucianistische methode de juiste ideeën bij de bevolking bevordert.